# Nincs idő kémkedni: Egy Lármás család film
A Nincs idő kémkedni: Egy Lármás család film (eredeti cím: No Time To Spy: A Loud House Movie) 2024-ben bemutatott amerikai-brit 2D-s számítógépes animációs kalandfilm-vígjáték, amely a Lármás család című animációs sorozat alapján készült. A filmet Kyle Marshall rendezte, a forgatókönyvet Whitney Wetta és Jeff Sayers írta.
Az Amerikai Egyesült Államokban 2024. június 21-én a Nickelodeon-on és a Paramount+-on, Magyarországon 2024. június 23-án a Nickelodeon-on mutatták be.

## Cselekmény
37 évvel ezelőtt Myrtle 28-as ügynökként beszivárog Dr. Rufus Dufus szupergonosz titkos búvóhelyére, aki egy lézerekkel felfegyverzett rakétát épített, amely a Föld összes kommunikációs műholdját elpusztítaná, abban a reményben, hogy a sajátját elindíthatja. A harc során azonban Dufus megbotlik és beleesik a rakétába. Bár Myrtle képes leállítani a rakéta fegyverrendszerét, a kilövést nem tudja megállítani, és Dufus az űrbe kerül.
A jelenben a Lármás család – amely a kisfiú Lincolnból, tíz testvéréből, Loriból, Leniből, Lunából, Luanból, Lynn Jr-ból, Lucyból, Lanából, Lolából, Lisából és Liliből, valamint a szülőkből, Rita és idősebb Lynn Loudból áll – egy  trópusi szigetre utazik nyaralni, ahol Albert Reynolds, a gyerekek anyai nagyapja azt tervezi, hogy feleségül veszi Myrtle-t, míg Mr Grouse egyelőre a házra vigyáz. Lincolnt, David Steele képregénysorozatának lelkes rajongóját lenyűgözi Myrtle titkosügynöki múltja, és arra vágyik, hogy maga is azzá váljon. A repülőn Lincoln megismerkedik egy Fifi nevű nővel, akit azonnal felbosszantanak Lármásék bohóckodásai.
Lármásék megérkeznek az üdülőhelyre, amelyet Flip unokatestvére, Flop vezet. Hamarosan Albert és Myrtle horgászni indulnak, Lincoln is csatlakozik hozzájuk, de a hajón gyanús tevékenységet észlel, és megpróbál néhány képet készíteni a fényképezőgépével, de egy csapat csatlós kiszúrja és rajtaüt. Myrtle-nek sikerül mindannyiukat legyőznie, de Lincoln fényképezőgépe elveszik. Lincoln meglepődik, miután nemrég látta Myrtle harci képességeit, de a nő lekicsinyli ezt, és lebeszéli a további kémküldetésekről. Myrtle kapcsolatba lép a főnökével, X-szel, és közli vele, hogy el kell hagyniuk a szigetet, de Lincoln ellopja a telefonját, és közli X-szel, hogy elfogadja a küldetést. Odakint Lincoln újra összefut Fifivel, aki visszaadja neki az elveszett fényképezőgépét.
Lincoln felhívja legjobb barátját, Clyde McBride-ot, hogy megvizsgálja az egyik képet, amit a gyanús tevékenységről készített. Clyde egy közeli étteremhez vezeti a nyomokat. Lincoln odamegy, de kiszúrja őt Myrtle, aki egy Owen nevű londínerrel álcázza magát, hogy a lánybúcsúját fedezze. Lincoln bemegy az étterembe, és találkozik Fifivel, de hamarosan meghallja, hogy a korábbi csatlósok a tervekről beszélgetnek, eloson, hogy hallgatózzon, de Myrtle elrángatja, és leszólítja, miután bevallja, hogy elvállalta a küldetést. Mégis elmondja neki, hogy a korábbi csatlósok azt tervezik, hogy rakétát építenek "Dufusnak", Myrtle legnagyobb zavarára. Dufus csatlósai hamarosan kiszúrják őket, de Myrtle és Lincoln közösen legyőzik őket. A ketten egy mopeddel hagyják el az éttermet, de Dufus megmaradt csatlósai üldözőbe veszik őket. Bár sikerül elmenekülniük előlük, hamarosan Dufus régi csatlósa, Vasököl csapdába csalja őket, aki elfogja Myrtle-t, míg Lincoln elmenekül. A család többi tagja megtalálja Lincolnt az út szélén, és ő elmagyarázza, mi történt. A család elhatározza, hogy megmenti Myrtle-t, és felfegyverkezik a Lisa által biztosított eszközökkel.
Másnap reggel a családnak sikerül kiderítenie, hogy Dufus bázisa egy közeli hegyen van. Fifi egy bérelt bogárkocsival érkezik. Lármáséknak sikerül lerázniuk a csatlósokat, és a buggy megáll egy titkos bejáraton belül. Lármásék kénytelenek szétválni, hogy megtalálják Myrtle celláját. Odabent Myrtle becsalja két őrét a cellájába, így Myrtle el tud szökni. Lármásék, akik nem tudnak Myrtle szökéséről, belépnek a cellájába, de ehelyett csapdába botlanak. Myrtle harcol Vasököl ellen, és egy pillanatra kiüti őt, amikor rájön, hogy a többi Lármás csapdába esett egy rakétában. Fifi megérkezik, és felfedi magát a főnöknek és Rufus feleségének, aki jelen volt a balesetnél. Amikor megtudja az esküvőről, utánajár a családnak, hogy megtalálja a gyenge láncszemet, Lincolnt, és manipulálja őt, hogy teljesítse tervét, és Dufus haláláért bosszúból kilője a Lármásékat az űrbe.
Myrtle Fifivel harcol a távirányítóért, de Fifi önként lezuhan egy szikláról, a rakéta pedig felszáll. Látva, hogy milyen nehéz helyzetben vannak, Lincoln kétségbeesik, de Myrtle-nek sikerül felkapaszkodnia a fedélzetre, és kitalálja a menekülés módját – a rakéta tartályát használja mentőkabinként. Azonban az egyik Lármásnak hátra kell maradnia, hogy elindítsa a rakétát; Myrtle felajánlja, hogy marad, de Lincoln, látva Albert és Myrtle egymás iránti szerelmét  elindítja a tartályt. A földön azonban Lisa és Myrtle kockázatos taktikát alkalmaznak: hozzáférnek a Lármás házban lévő lézerágyúhoz, hogy egy műholdat lőjenek a rakéta útjába, ami letéríti azt a pályájáról, és visszaküldi a Földre, ahol a sziget közelében az óceánba zuhan. Andrew leugrik, hogy megmentse Lincolnt, és a család szeretetteljes ölelésbe vonul.
Miután a Fifivel való harc során Lincoln elvesztette a jegygyűrűket, Myrtle-nek egy pár bambusz jegygyűrűt ajándékoz, amit azután szerzett, hogy eladta David Steele óráját Flopnak. Andrew és Myrtle összeházasodnak, Flop celebrálja az esküvőt, mivel X is jelen van. Később aznap este Flop megmutatja Lincolnnak, hogy elfogta a túlélő Fifit és Vasökölt, és kész börtönbe küldeni őket.

## Szereplők
| Szereplő             | Eredeti hang     | Magyar hang        |
| -------------------- | ---------------- | ------------------ |
| Lármás Lincoln       | Bentley Griffin  | Ács Balázs         |
| Myrtle               | Alex Cazares     | Halász Aranka      |
| Albert Reynolds      | Piotr Michael    | Botár Endre        |
| Idősebb. Lármás Lynn | Brian Stepanek   | Holl Nándor        |
| Todd                 | Brian Stepanek   | Tárnok Csaba       |
| Fifi Dufus           | Amy Sedaris      | Náray Erika        |
| Ifjabb. Lármás Lynn  | Jessica DiCicco  | Solecki Janka      |
| Lármás Lucy          | Jessica DiCicco  | Nagy Katica        |
| Lármás Lisa          | Lara Jill Miller | Nemes Takách Kata  |
| Lármás Rita          | Jill Talley      | Ősi Ildikó         |
| Bud Grouse           | John DiMaggio    | Gardi Tamás        |
| Flop Phillipini      | John DiMaggio    | Kajtár Róbert      |
| Lármás Lana          | Grey Griffin     | Hermann Lilla      |
| Lármás Lola          | Grey Griffin     | Laudon Andrea      |
| Lármás Lily          | Grey Griffin     | Sipos Eszter Anna  |
| Vasököl              | Paul Wight       | Törköly Levente    |
| Lármás Lori          | Catherine Taber  | Pekár Adrienn      |
| Clyde McBride        | Jaeden White     | Berecz Kristóf Uwe |
| X ügynök             | Sarah Niles      | Koncz-Kiss Anikó   |
| Lármás Luna          | Nika Futterman   | Dobó Enikő         |
| Rufus Dufus          | Dan Fogler       | Pálfai Péter       |
| Lármás Luan          | Cristina Pucelli | Molnár Ilona       |
| Lármás Leni          | Liliana Mumy     | Csuha Borbála      |
| Harold McBride       | Khary Payton     | Bodrogi Attila     |

### Magyar változat
| Magyar változat munkatársai | Magyar változat munkatársai |
| --------------------------- | --------------------------- |
| Szinkronstúdió              | Iyuno Hungary               |
| Bemondó                     | Orosz Gergely               |
| Magyar szöveg               | Horváth Anikó               |
| Dalszöveg és Zenei rendező  | Weichinger Kálmán           |
| Vágó                        | Baltazár Boldizsár          |
| Hangmérnök                  | Gajda Mátyás                |
| Gyártásvezető               | Derzsi Kovács Éva           |
| Szinkronrendező             | Dezsőffy Rajz Katalin       |
| Produkciós vezető           | Koleszár Emőke              |